# Bruna Alexandre
Bruna Costa Alexandre (Criciúma, 29 maart 1995) is een Braziliaans professioneel tafeltennisster. Zij speelt linkshandig met de shakehandgreep.
Haar rechterarm werd geamputeerd naar aanleiding van trombose als gevolg van een vaccinatie toen ze drie maanden oud was.
Ze won en bronzen medaille op de Paralympische Zomerspelen 2016 en een zilveren in 2020.
Op de Pan-Amerikaanse kampioenschappen 2023 kwalificeerde ze zich met het team voor de Olympische Zomerspelen 2024 in Parijs. Zij is de tweede tafeltennisser, na de Poolse Natalia Partyka, die dat gelukt is.